# Ariel Fernandez
Ariel Fernandez, né Ariel Fernández Stigliano, le 8 avril 1957, est un chimiste et mathématicien argentino-américain.

## Biographie

### Éducation et début de carrière
Fernandez a suivi une formation de deuxième cycle universitaire en Argentine dans les domaines de la chimie et des mathématiques à l'Universidad Nacional del Sur (en). Il a ensuite obtenu un doctorat de l'université Yale (États-Unis) en 1984 avec une thèse intitulée Stabilité structurale des systèmes chimiques en régimes critiques. Il a été affilié à l'Institut Weizmann des Sciences et l’université de Princeton. Il a été chercheur principal à la division du prix Nobel Manfred Eigen à l'Institut Max-Planck de chimie biophysique.

### Carrière
Fernandez a été affilié comme professeur à plusieurs institutions, dont l'institut Max Planck de chimie biophysique, l'université de Chicago, l'université d'Osaka, l'école de médecine de l'université de l'Indiana, l'institut Morgridge pour la recherché dans l'université du Wisconsin à Madison et l’université nationale Tsing Hua. Il a tenu la chaire Karl F. Hasselmann de bio-ingénierie comme éminent professeur à l'université Rice (États-Unis).
Il a développé le concept de dehydron, un défaut structurel adhésif dans une protéine soluble qui favorise sa propre déshydratation.
Un dehydron se compose d'une liaison hydrogène intramoléculaire qui est underwrapped ou incomplètement protégée contre l'attaque par l'eau dans la couche d'hydratation des protéines. Les dehydrons créent une tension épistructurelle, qui est la tension interfaciale autour de la structure des protéines,  et favorisent donc les interactions protéine-protéine et les associations protéine-ligand,. La nature non conservée des protéines dehydrons a des implications dans la découverte de médicaments, car les dehydrons peuvent être ciblés par des médicaments très spécifiques conçus pour améliorer l'« emballage » (wrapping) des dehydrons lors de la liaison. Ainsi, les dehydrons constituent des filtres de sélectivité efficaces pour la conception de médicaments, ce qui donne lieu à ce qu'on appelle la « technologie d'emballage », une plateforme permettant de concevoir des médicaments plus sûrs,,. Dans une application récente de la technologie d'emballage, les régions riches en dehydrons dans une protéine spécifique ont été ciblées par Richard L. Moss et Ariel Fernandez afin de concevoir des pistes de médicaments pour guérir l'insuffisance cardiaque (US patent no 9, 051, 387).
Ariel Fernandez a publié sept livres et plus de 450 articles revus par des pairs. Il est aussi un inventeur principal dans deux brevets en biotechnologie (US patents 8466154 and 9051387),.

## Prix
Fernandez a reçu la Médaille d'État de Buenos Aires (1980), le prix Camille and Henry Dreyfus Teacher-Scholar en 1991, une bourse Guggenheim en 1995, le prix Humboldt (1995) et est un membre élu de l'American Institute for Medical and Biological Engineering (2006) .

## Publications
- Transformative Concepts for Drug Design: Target Wrapping, Springer-Verlag, Berlin, Heidelberg, 2010  (ISBN 978-3642117916)
- Biomolecular Interfaces, Springer-Verlag, Berlin, Heidelberg, 2015  (ISBN 978-3319168494)
- Physics at the Biomolecular Interface, Springer-Verlag, Berlin, Heidelberg, 2016  (ISBN 978-3319308517)
- A Mathematical Approach to Protein Biophysics, Springer-Verlag, Berlin, Heidelberg, 2017  (ISBN 978-3319660318)
- Artificial Intelligence Platform for Molecular Targeted Therapy: A Translational Science Approach, World Scientific Publishing Co., Singapore, 2021  (ISBN 978-9811232305)
- Topological Dynamics in Metamodel Discovery with Artificial Intelligence: From Biomedical to Cosmological Technologies, Chapman & Hall/ CRC Press, UK, 2022  (ISBN 978-1032366326)
- Artificial Intelligence on Dark Matter and Dark Energy: Reverse Engineering of the Big Bang, Chapman & Hall/ CRC Press, UK, 2023  (ISBN 978-1032465548)
- Artificial Intelligence Models for the Dark Universe: Forays in Mathematical Cosmology. Chapman & Hall/ CRC Press, Taylor & Francis, UK, 2024  (ISBN 978-1032818238)
- De novo Quantum Cosmology with Artificial Intelligence: Applications of Formal Autoencoders, Chapman & Hall/ CRC Press, UK, 2025  (ISBN 978-1041045038)